# Reo (filha de Estáfilo)
Reo, na mitologia grega, foi uma neta de Dionísio que foi seduzida por Apolo, e cujo filho se tornou rei de Delos.
Seu pai foi Estáfilo, filho de Dionísio e Ariadne, nascido na ilha de Lemnos. Estáfilo e Crisótemis tinham três filhas: Molpadia, Reo e Parteno.
Segundo Partênio de Niceia, Estáfilo, filho de Dionísio, habitava Bubasto, e recebeu Lircos, filho de Foroneu, cuja esposa Hilébia, filha do rei de Cauno, Egíalo, não conseguia ter filhos. Após consultar o oráculo de Apolo em Dídimos, Lircos recebeu a mensagem que engravidaria a primeira mulher com quem ele se deitasse; passando por Bubasto, Estáfilo fez Lircos beber vinho e deitar-se com sua filha. Reo e Hemiteia  disputaram para ver qual das duas se deitaria com Lircos, e a escolhida foi Hemiteia. Quando Egíalo soube disso, baniu Lircos, mas Hilebia permaneceu do lado do marido. Quando Basilo, filho de Lircos e Hemiteia, cresceu e foi para Cauno, Lircos o reconheceu como filho, e fez dele seu sucessor.
Reo foi seduzida por Apolo; Estáfilo, achando que ela havia sido seduzida por um mortal, colocou-a em um bote, que lançou sobre as ondas do mar. O bote acabou chegando à ilha de Delos, consagrada a Apolo, onde Reo deu à luz Ânio.
Ânio se tornou sacerdote de Apolo e rei da ilha de Delos. Casou-se com Doripa,[carece de fontes?] com quem teve um filho, Andros, que mais tarde se tornou rei da ilha que recebeu seu nome. Apolo lhe ensinou a arte de interpretar o voo dos pássaros.[carece de fontes?]
Segundo Ovídio, Ânio teve também quatro filhas. Segundo outra tradição, suas filhas eram Oino, Espermo e Elais, que consagrou a Dionísio, para obter sua proteção. Elas receberam do deus o poder de fazer brotar do solo o azeite (Elais), o trigo (Espermo) e o vinho (Eno), e por isso são conhecidas como "as vinhateiras".[carece de fontes?]